# كهف الوحوش
كهف الوحوش، يسمى أيضاً بفوجيني - مستكاوي وهو كهف كبير من الأحجار الطبيعية في مصر، يتميز بأكثر من 5000 جدارية من العصر الحجري يقدر عمرها بـ 7000 آلاف عام.

## الموقع الجغرافي
يقع الملجأ في وادي سورة على السفح الجنوبي الغربي لجبال الجلف الكبير في الزاوية الجنوبية الغربية النائية لمحافظة الوادي الجديد بمصر بالقرب من الحدود بين ليبيا والسودان . تعد هذه المنطقة من أكثر المناطق جفافاً في الصحراء وهي منطقة مهجورة في الوقت الحالي.

## الاكتشاف
تم اكتشاف هذا الكهف في عام 2002 من قبل عالمي الآثار ماسيمو وجاكوبو فوجيني وأحمد مستكاوي. اجرى علماء الاثار في جامعة كولونيا دراسة متعمقة للكهف في عام 2010. وقد تم تسمية الكهف باسم ساورة 2 لكي يتم تمييزه عن كهف السباحين ساورة 1.وهو يبعد 10كم شرقا.

## العمر وعلم المناخ القديم
تم إنشاء اللوحات الصخرية منذ أكثر من 7000 عام  في بداية العصر الحجري الحديث. كان مناخ الصحراء رطبًا في ذلك الوقت. في عصر الهولوسين كانت توجد بحيرة أسفل الكهف. تحول المناخ إلى مناخ جاف بعد نهاية المناخ المثالي للعصر الهولوسيني قبل 6000 سنه.

## الوصف
6.
يبلغ عرض الكهف 17 متر (56 قدم) ويبلغ طوله حوالي 7 متر (23 قدم) ويحتوي على أكثر من 5000 رمزا محفوظة جيدًا مطلية بأصباغ حمراء وصفراء وبيضاء وسوداء. يوجد في الكهف المئات من طبعات الايادي والأرجل مرسومة مع مجموعة من البشر، والحيوانات، والمخلوقات الأسطورية. يمكن رؤية الأيادي في العديد من الرسمات الصخرية، ولكن رسومات هذا الكهف تتميز برسومات الوحوش. يعلو هذا الكهف نقوش صخرية.
أصدرت مجلة علم الاثار تقرير في شهر شباط (فبراير) عام 2016 تقريرا يفيد بان طبعات الايادي ال13 التي اعتقد بأنها طبعات لأيادي بشرية تختلف اختلافاً كبيراً عن الأيدي البشرية من حيث الحجم، والشكل، والتكافؤ، ويبدو أن البشر صنعوها باستخدام يد السحلية كطبعه.

تم تشويه العديد من الوحوش بشكل متعمد في عصور ما قبل التاريخ. دائمًا ما تكون محاطة بالبشر، تلفت الوحوش الأنظار نظرًا لحجمها وشكلها: جسم طويل الذيل، يشبه الثور، في كثير من الأحيان ثلاثة أقدام بأرجل تشبه الإنسان. بالرغم من انها ليس لها راس إلى انها تبدو وكأنها تبصق أو تبتلع البشر.

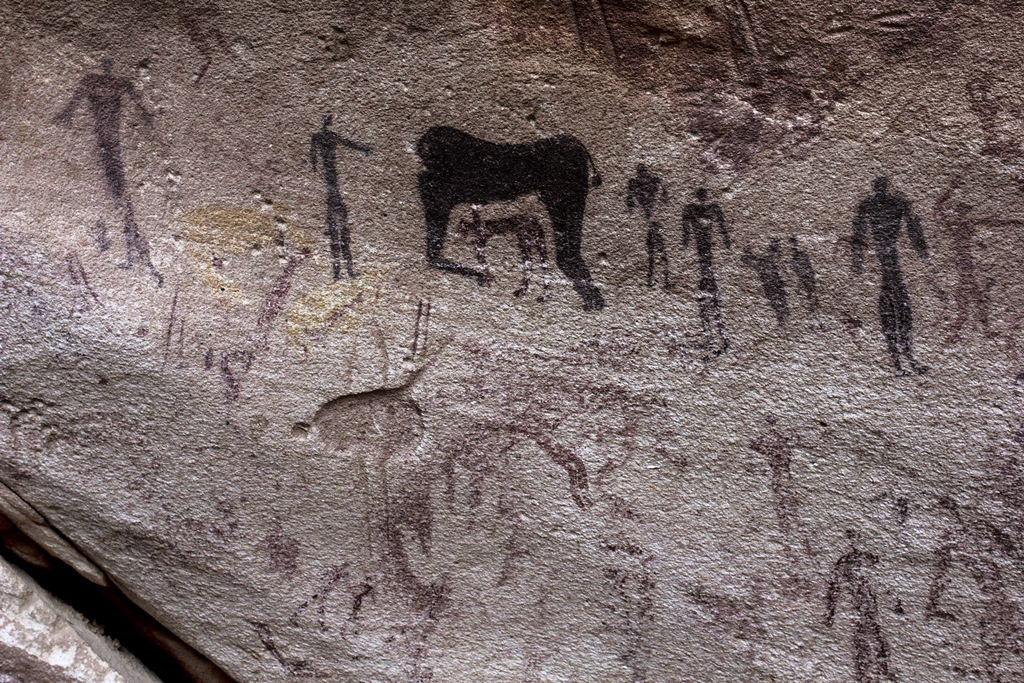
رسم مفصل للوحش
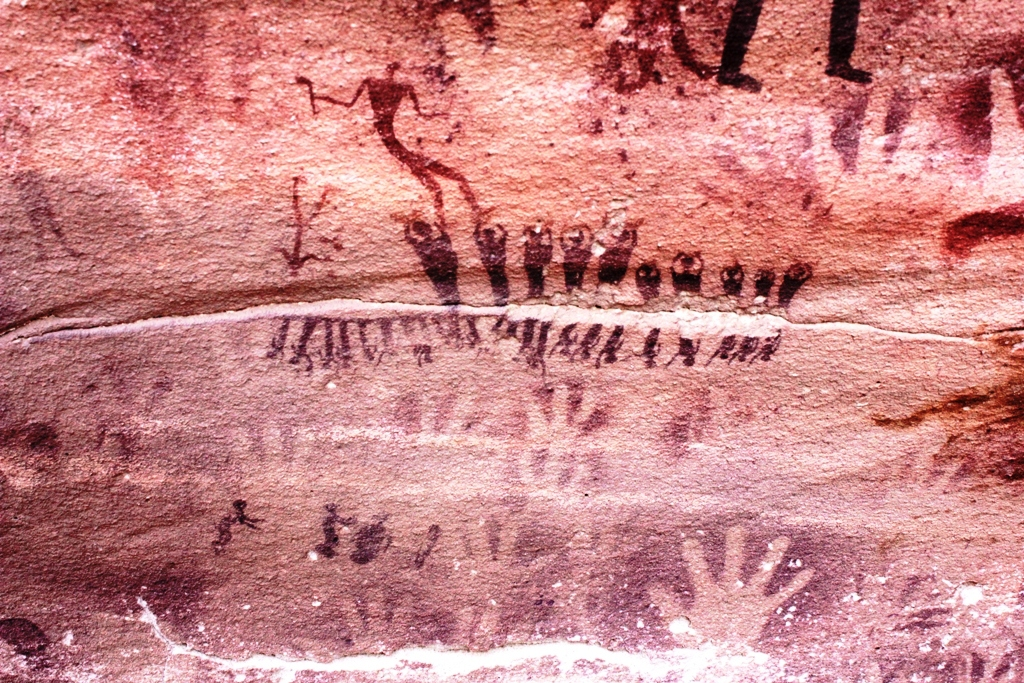
طبعه يد مرسومه مع مجموعة من البشر
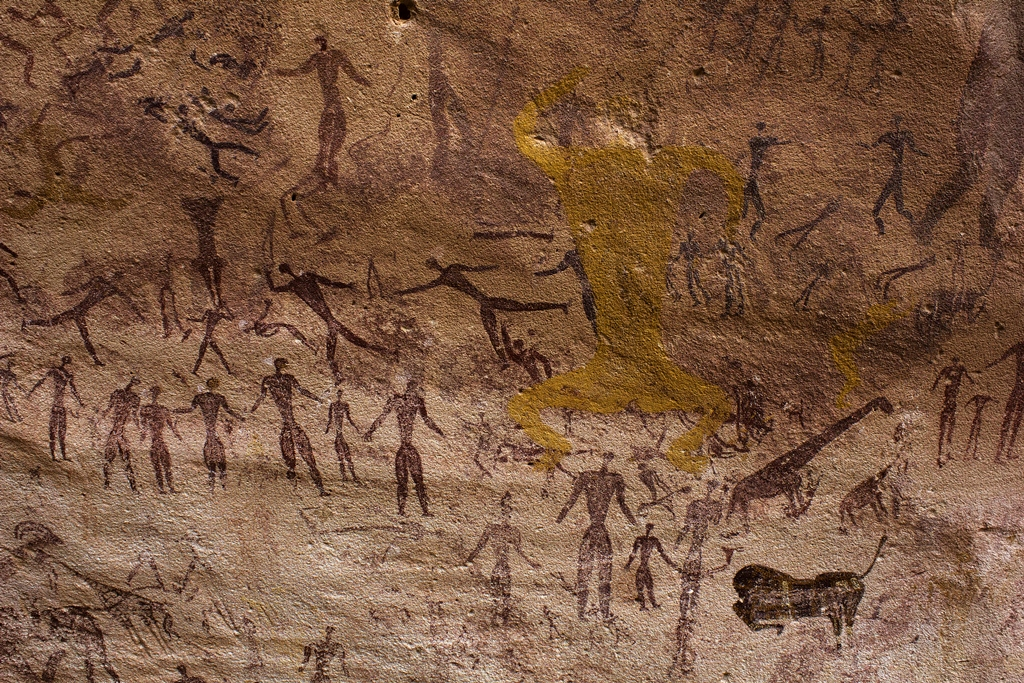
رسمه مرسومه باللون الأصفر لبشر يرقصون
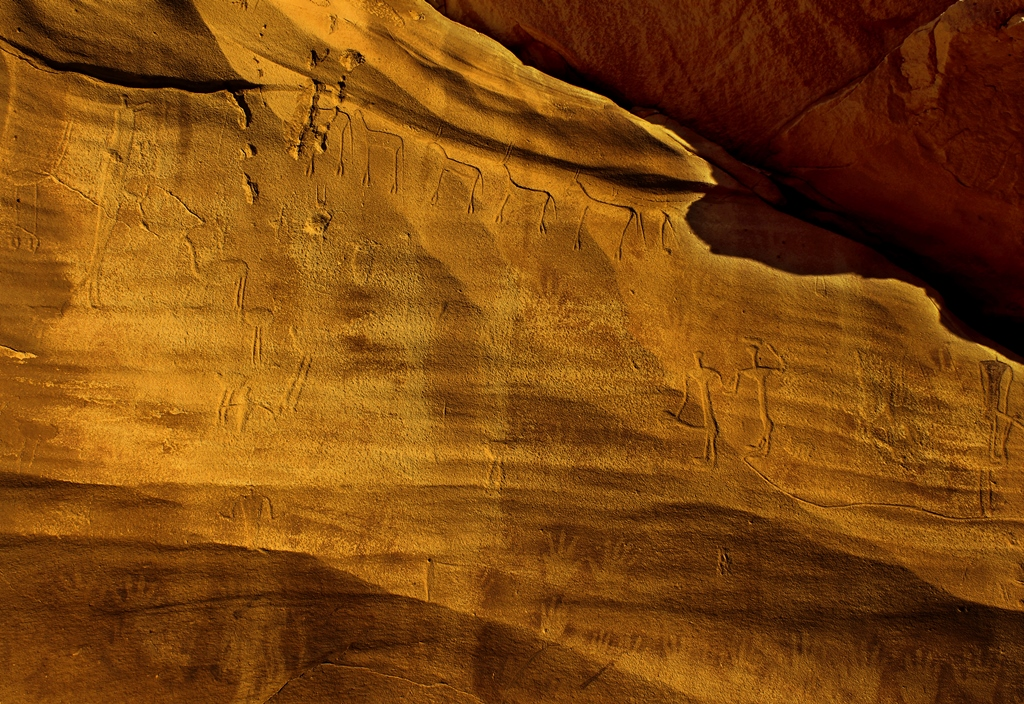
نقوش حجرية لغزلان على سقف الكهف

تم تغطية الكهف برسومات لمجموعة من البشر الذين يرقصون ويسبحون. يوجد في الزاوية السفلية اليسرى رسومات لمجموعتين من البشر بينهما صدع صخري. تحمل المجموعة التي فوق الصدع الحبال فوق رؤوسهم، بينما تضع المجموعة التي تحت الصدع الحجري أيديهم فوق رؤوسهم، وجميعهم ينضرون إلى اليسار.
تنتشر صور الحيوانات البرية في جميع أنحاء الكهف مثل: الفيلة، والغزلان، والزرافات، والنعام. تمثل أجزاء هذا الكهف عالما من الاساطير التي لم تفك رموزه بعد جنبا إلى جنب مع الوحوش.
يعتقد علماء الآثار، الذين استخدموا تقنية رسم الخرائط بالليزر لرسم خرائط اللوحات في كهف الوحوش بتفاصيل غير مسبوقة، أن كهف الوحوش محفوظ بشكل جيد للغاية لأنه استُخدم لأغراض دينية من قبل الثقافات اللاحقة. يأمل الباحثون في كهف الوحوش أن تُقدم لوحات كهف الوحوش نظرةً ثاقبةً على الحياة اليومية وثقافة سكان صعيد مصر قبل 7000 عام. ووفقًا للدكتور ياسر الليثي، في كتاب الخروج من عدن بناء علي دراسة ميدانية للكهف ان هذه اللوحات شلكت آلهة العصر الحجري الحديث في مصر كهف الوحوش (وادي صورا) مهد الديانة المصرية القديمة